# Eilema sordidescens
Eilema sordidescens är en fjärilsart som beskrevs av Rothschild 1924. Eilema sordidescens ingår i släktet Eilema och familjen björnspinnare. Inga underarter finns listade i Catalogue of Life.